# Copa benina
Copa benina là một loài nhện trong họ Corinnidae.
Loài này thuộc chi Copa. Copa benina được Embrik Strand miêu tả năm 1916.